# Elinor Smith
Elinor Smith (New York, 17 augustus 1911 – Palo Alto, 19 maart 2010), was een beroemde Amerikaanse pilote en luchtvaartpionier. Ze was de eerste vrouwelijke testpiloot voor vliegtuigfabrikanten Fairchild en Bellanca. Met 16 jaar was ze de jongste gediplomeerde piloot ter wereld.

## Jeugd en opleiding
Smith werd geboren als Elinor Regina Patricia Ward in New York en groeide op in Freeport, een plaatsje in de gemeente Hempstead op Long Island. Haar vader was artiest en veranderde zijn naam naar Tom Smith, waarna zij ook de achternaam Smith kreeg. Haar moeder was professioneel zangeres voordat ze trouwde, haar vader trad internationaal op als acteur, komediant, zanger en danser.
In 1918 maakte de zesjarige Smith samen met haar broer Joe haar allereerste vlucht vanaf een aardappelveld in de buurt van Hicksville op Long Island. Ze was gelijk weg van het vliegen en vloog die zomer nog meermaals met dezelfde Franse vliegenier, Louis Gaubert. Toen ze 10 jaar oud was, startte ze haar vlieglessen bij Clyde Pangborn, die blokjes aan de richtingsroerpedalen bond zodat Elinor er met haar voeten bij kon. Daarna kreeg Smith les van Bert Acosta en Frederick Melvin Lund, die haar vader voor zijn optredens door het land vloog en hem ook vliegles gaf. Haar vader kocht een dubbeldekker, de Waco 9, en huurde "Red" Devereaux in als instructeur voor hen beiden.
In eerste instantie mocht Smith vanwege haar veiligheid van haar vader niet leren opstijgen en landen. Toen hij op reis was gaf haar moeder hier toestemming voor en na tien dagen intensief lessen gevolgd te hebben van Russ Holderman, vloog Smith voor het eerst solo op zestienjarige leeftijd. Ze vloog haar vaders Waco 9 naar grotere hoogtes, dan wie dan ook tot nu toe gedaan had met zo'n vliegtuig. Ze verwierf hiermee bekendheid in de vliegwereld en mocht een FAI-brevet behalen. Haar vergunning werd afgegeven door Orville Wright en drie maanden na haar eerste solo-vlucht, vestigde ze met de Waco 9 op 3.624 meter een officieel hoogterecord in een lichtgewicht vliegtuig. In september 1927 werd ze op zestienjarige leeftijd de jongste piloot met een bevoegdheid afgegeven door de Amerikaanse overheid. In mei 1930, nog voor haar 19e verjaardag, werd ze de jongste piloot ooit die een transportlicentie kreeg van het Amerikaanse ministerie van Economische Zaken. In oktober 1930 werd ze door gecertificeerde piloten vanuit het hele land verkozen tot "Beste vrouwelijke piloot in Amerika", waarbij Jimmy Doolittle verkozen werd als "Beste mannelijke piloot".

## Vliegcarrière en records
In oktober 1928 werd Smith uitgedaagd om met een Waco 10 onder alle vier de bruggen van de East River in New York door te vliegen. Na deze unieke prestatie werd ze een beroemdheid met als bijnaam Flying Flapper en tot op heden is ze de enige persoon van wie bekend is dit gedaan te hebben (in een niet-watervliegtuig). Naar eigen zeggen kreeg ze vanwege haar stunt alleen maar 10 dagen 'grondarrest', waarbij burgemeester Jimmy Walker voorkwam dat ze haar vliegbevoegdheid moest inleveren. 
In juni 1929 werd ze door het bedrijf van parachutist Leslie Irvin ingehuurd om een nationale tour te maken, waarmee ze als achttienjarige de eerste vrouwelijke bedrijfspiloot werd. Tijdens deze tour was ze tijdens een wedstrijd in Cleveland de piloot van een ongekende parachutesprong met zeven man.
Na indruk gemaakt te hebben met haar welbespraaktheid tijdens een interview met de NBC, werd ze daar van 1930 tot 1935 omroepster voor nieuws uit de luchtvaartwereld. Ze presenteerde onder andere bij vliegshows en interviews met andere prominente vliegeniers. Vanwege de Great Depression kon ze haar droom van een non-stop Trans-Atlantische vlucht in een Lockheed Vega niet waarmaken. Wel vervolgde haar vliegcarrière voor enkele jaren als prominent stuntvlieger, met een optreden bij verschillende inzamelingsacties voor mensen die in armoede leven. In 1934 was ze de derde persoon en de eerste vrouw met een foto op een Wheaties-verpakking (ontbijtgranen).

#### Duurrecords
Hoewel Smith van plan was als eerste vrouw een vliegduurrecord neer te zetten, waren Viola Gentry met 8 uur en Bobbi Trout met 12 uur haar net voor. Nog geen maand na Trout verbrak Smith dit record met 13,5 vlieguren. Ze deed dit op 30 januari 1929 in een dubbeldekker met een open cockpit, terwijl de buitentemperatuur slechts 0 °C was. De kou zorgde ervoor dat ze gedwongen werd om eerder te landen dan ze van plan was.
De volgende dag stortte Gentry neer in een poging Smiths record weer te verbreken en hoewel ze ongedeerd bleef, was haar vliegtuig flink beschadigd. Trout verbrak het record met 17 uur, waarna Smith in april 1929 weer aan top kwam met een vlucht van 26,5 uur in een eendekker van Bellanca. Ze werd tevens de eerste vrouw die zo'n groot en krachtig vliegtuig bestuurde.
Met Trout als co-piloot vestigde Smith in november 1929 het eerste officiële duurrecord van vrouwen met bijtanken in de lucht. Ze vlogen in een Commercial C-1 Sunbeam tweedekker vanaf Metropolitan Airport in Los Angeles. Smith vloog, terwijl Trout de brandstofslangen hanteerde. Smith en Trout streefden naar 164 uur, maar behaalden na meerdere pogingen 'slechts' 42,5 uur aaneengesloten in de lucht. Hun tankvliegtuig was een Curtiss Pigeon, dat een groot laadvermogen voor brandstof had maar minder geschikt was voor de uitdaging van bijtanken in de lucht.

#### Snelheidsrecord
In mei 1929 zette Smith een vrouwelijk wereldrecord neer met een snelheid van 307,1 km/u in een legervliegtuig van Curtiss.

#### Hoogterecords
In maart 1930 verbrak Smith het wereldhoogterecord met bijna 1 mijl (1,6 kilometer), door naar een hoogte van 8.357 meter te vliegen.
In maart 1931 probeerde ze opnieuw een wereldhoogterecord te vestigen en vloog ze met een Bellanca CH-400 Skyrocket vanaf het  Roosevelt Field op Long Island naar een hoogte van 9.929 meter: het nieuwe wereldrecord door vrouwen, maar niet het algemene wereldrecord. Tijdens haar eerste poging viel de motor uit op een hoogte van 7.900 meter en verloor ze het bewustzijn terwijl ze deze probeerde te herstarten. Het vliegtuig dook recht naar beneden en nadat ze weer bij bewustzijn was gekomen, wist ze het vliegtuig op een hoogte van 1.800 meter naar een open stuk in een woonwijk te loodsen. Tien dagen later was de motor vervangen en deed ze haar tweede poging. Hoewel haar hoogtemeter een hoogte van 10.607 meter had geregisteerd, bleef de cilinder van haar barograaf hangen op 8.534 meter, waardoor ze het wereldrecord niet officieel heeft verbroken.

## Latere leven
In 1933 trouwde Smith met wetgever en advocaat Patrick Sullivan, met wie ze vier kinderen kreeg. Na de geboorte van hun eerste kind, stopte Smith met vliegen en richtte ze zich twintig jaar lang volledig op het huishouden en de opvoeding van haar kinderen. Na de dood van Sullivan in 1956, pakte ze het vliegen weer op.
Vanwege haar lidmaatschap van de Air Force Association mocht Smith een Lockheed T-33 trainingsvliegtuig besturen en C-119's voor het vliegen van luchtlandingstroepen. In maart 2000 bestuurde ze als piloot met een volledig vrouwelijke bemanning de Space Shuttle vliegsimulator in het Ames Research Center van NASA, waarbij ze de oudste piloot werd die erin slaagde een shuttlelanding te simuleren. In april 2001 vloog ze als 89-jarige een C33 Raytheon AGATE Beechcraft Bonanza vanaf Langley Air Force Base in Hampton, Virginia.
Smith stierf op 19 maart 2010 op 98-jarige leeftijd in een verpleeghuis in Palo Alto, Californië.
- Gemeinsame Normdatei: 1263800955
- International Standard Name Identifier: 0000 0000 2190 5416
- Library of Congress Control Number: n80156882
- Système universitaire de documentation: 149957645
- Virtual International Authority File: 72704310
- WorldCat: E39PBJxmMgQ9CTtpGDT8gFFHYP